# Galliate
Galliate (piemontiul: Gajà vagy Galià) település Olaszországban, Piemont régióban, Novara megyében. Lakosainak száma 15 587 fő (2023. január 1.). Galliate Cameri, Novara, Romentino, Robecchetto con Induno, Turbigo, Bernate Ticino és Cuggiono községekkel határos.

## Népesség
A település lakossága az elmúlt években az alábbi módon változott:
| Lakosok száma | 15 700 | 15 685 | 15 587 |
|               | 2017   | 2018   | 2023   |